# Elecciones presidenciales de Estados Unidos de 2008 en California
En las elecciones presidenciales de Estados Unidos en California de 2008 se escogerá la delegación de California para el colegio electoral. Serán hechas el 4 de noviembre de 2008 por toda California y es parte de las elecciones presidenciales de Estados Unidos de 2008.

## Primarias
El 5 de febrero de 2008 se hicieron las primarias estatales de California incluyendo a:
- Primaria demócrata de California, 2008
- Primaria republicana de California, 2008

## Reforma electoral fallida
Hubo una proposición electoral para modificar la forma en que los electores del estado serían distribuidos entre los candidatos presidenciales, pero la iniciativa falló al entrar en las boletas.

## Resultados
| Elecciones presidenciales de Estados Unidos en California de 2008 | Elecciones presidenciales de Estados Unidos en California de 2008 | Elecciones presidenciales de Estados Unidos en California de 2008 | Elecciones presidenciales de Estados Unidos en California de 2008 | Elecciones presidenciales de Estados Unidos en California de 2008 | Elecciones presidenciales de Estados Unidos en California de 2008 | Elecciones presidenciales de Estados Unidos en California de 2008 |
| Partido                                                           | Partido                                                           | Candidato                                                         | Compañero de fórmula                                              | Votos                                                             | Porcentaje                                                        | Votos electorales                                                 |
| ----------------------------------------------------------------- | ----------------------------------------------------------------- | ----------------------------------------------------------------- | ----------------------------------------------------------------- | ----------------------------------------------------------------- | ----------------------------------------------------------------- | ----------------------------------------------------------------- |
|                                                                   | Independiente                                                     | Chuck Baldwin (write-in)                                          | Darrell Castle                                                    |                                                                   |                                                                   |                                                                   |
|                                                                   | Libertario                                                        | Bob Barr                                                          | Wayne Allyn Root                                                  |                                                                   |                                                                   |                                                                   |
|                                                                   | Independiente Americano                                           | Alan Keyes                                                        | Brian Rohrbough                                                   |                                                                   |                                                                   |                                                                   |
|                                                                   | Verde                                                             | Cynthia McKinney                                                  | Rosa Clemente                                                     |                                                                   |                                                                   |                                                                   |
|                                                                   | Republicano                                                       | John McCain                                                       | Sarah Palin                                                       |                                                                   |                                                                   |                                                                   |
|                                                                   | Paz y Libertad                                                    | Ralph Nader                                                       | Matt González                                                     |                                                                   |                                                                   |                                                                   |
|                                                                   | Demócrata                                                         | Barack Obama                                                      | Joe Biden                                                         |                                                                   |                                                                   |                                                                   |
| Inválido o votos en blanco                                        | Inválido o votos en blanco                                        | Inválido o votos en blanco                                        | Inválido o votos en blanco                                        |                                                                   |                                                                   | —                                                                 |
| Total                                                             | Total                                                             | Total                                                             | Total                                                             |                                                                   | 100.00%                                                           | 55                                                                |
| Total de votantes                                                 | Total de votantes                                                 | Total de votantes                                                 | Total de votantes                                                 |                                                                   |                                                                   | —                                                                 |